# خريبات (لوبيرات الحمراء)
خريبات هو دُوَّار يقع بجماعة جدور، إقليم اليوسفية، جهة مراكش آسفي في المملكة المغربية. ينتمي الدوّار لمشيخة لوبيرات الحمراء التي تضم 24 دوار. يقدر عدد سكانه بـ 109 نسمة حسب الإحصاء الرسمي للسكان والسكنى لسنة 2004.

## روابط خارجية
- البوابة الوطنية للجماعات الترابية نسخة محفوظة 12 مارس 2018 على موقع واي باك مشين.
- المندوبية السامية للتخطيط